# Hiirijärvi, Norrbotten
Hiirijärvi är en sjö i Övertorneå kommun i Norrbotten och ingår i Torneälvens huvudavrinningsområde.